# José Salinas Morán
José Salinas Morán (Callosa de Segura, 30 settembre 2000) è un calciatore spagnolo, difensore dell'Espanyol.

## Caratteristiche tecniche
Gioca come terzino sinistro.

## Carriera
Salinas ha iniziato la sua carriera calcistica nell'Elche, dove è arrivato nel 2018 proveniente dal Kelme. Il 22 settembre 2019 ha debuttato con la seconda squadra in Tercera División contro il Novelda ed il 29 febbraio 2020 ha segnato il suo primo gol contro il Villarreal C. Ha esordito in prima squadra il 6 gennaio 2021 nell'incontro di Coppa del Re vinto 1-0 contro il La Nucía.
Il 21 agosto ha rinnovato il contratto ed è stato ceduto in prestito all'Unionistas in Primera División RFEF. La stagione successiva è stato prestato al Mirandés, con cui ha debuttato in Segunda División il 13 agosto nell'incontro pareggiato 1-1 contro lo Sporting Gijón. Titolare inamovibile sulla fascia mancina, ha giocato 41 incontri in cui ha realizzato due reti prima di far ritorno all'Elche dove è stato confermato in rosa per la stagione 2023-2024. Il 25 giugno 2025 viene ufficializzato il suo ingaggio da parte dell'Espanyol con il quale firma un contratto triennale.

## Statistiche

### Presenze e reti nei club
Statistiche aggiornate al 4 febbraio 2024.
| Stagione        | Squadra         | Campionato      | Campionato | Campionato | Coppe nazionali | Coppe nazionali | Coppe nazionali | Coppe continentali | Coppe continentali | Coppe continentali | Altre coppe | Altre coppe | Altre coppe | Totale | Totale | Totale |
| Stagione        | Squadra         | Comp            | Pres       | Reti       | Comp            | Pres            | Reti            | Comp               | Pres               | Reti               | Comp        | Pres        | Reti        | Pres   | Reti   |        |
| --------------- | --------------- | --------------- | ---------- | ---------- | --------------- | --------------- | --------------- | ------------------ | ------------------ | ------------------ | ----------- | ----------- | ----------- | ------ | ------ | ------ |
| 2019-2020       | Elche Ilicitano | TD              | 14         | 1          |                 | -               | -               |                    | -                  | -                  |             | -           | -           | 14     | 1      |        |
| 2020-2021       | Elche Ilicitano | TD              | 20         | 0          |                 | -               | -               |                    | -                  | -                  |             | -           | -           | 20     | 0      |        |
| 2020-2021       | Elche           | PD              | 0          | 0          | CR              | 2               | 0               |                    | -                  | -                  |             | -           | -           | 2      | 0      |        |
| 2021-2022       | Unionistas      | PDR             | 37         | 6          | CR              | 2               | 0               |                    | -                  | -                  |             | -           | -           | 39     | 6      |        |
| 2022-2023       | Mirandés        | SD              | 41         | 2          | CR              | 0               | 0               |                    | -                  | -                  |             | -           | -           | 41     | 2      |        |
| 2023-2024       | Elche           | SD              | 9          | 0          | CR              | 1               | 0               |                    | -                  | -                  |             | -           | -           | 10     | 0      |        |
| Totale carriera | Totale carriera | Totale carriera | 121        | 9          |                 | 5               | 0               |                    | -                  | -                  |             | -           | -           | 126    | 9      |        |